# エンス川
エンス川（ドイツ語: die Enns, バイエルン・オーストリア語: d' Enns, チェコ語: Enže, スロバキア語: Enža）は、オーストリアを流れる河川。ドナウ川の支流で、長さは254km。

水源はザルツブルク州のNiedere Tauern山地。Northern Limestone AlpsとCentral Eastern Alpsの境界にある氷期に形成された谷を流れ、シュタイアーマルク州に至る。
ドナウ川との合流地点は、マウトハウゼン（Mauthausen）とエンス（Enns）の街である。